# عمى ألوان دماغي
عمى الألوان الدماغي هو نمط من عمى الألوان ناجم عن تلف القشرة المخية في الدماغ، عوضًا عن التشوهات في خلايا شبكية العين. غالبًا ما يتم الخلط بينه وبين عمى الألوان الخلقي ولكن العيوب الفزيولوجية الكامنة للاضطرابين متميزة تمامًا. توجد حالة متشابهة بين المرضين لكنها مميزة تسمى العمه اللوني، إذ يكون لدى الشخص إدراك سليم للألوان (يُقاس بإجراء اختبار مطابقة) لكن لديه مشكلة في التعرف على اللون، أي معرفة اللون الذي ينظر إليه.

## العلامات والأعراض
ينكر المرضى الذين يعانون من عمى الألوان الدماغي وجود أي خبرة في تمييز الألوان عند سؤالهم ويفشلون في التقييمات السريرية القياسية مثل اختبار فارنسورث-مونسل 100 هيو (اختبار ترتيب الألوان بدون تسميتها). قد لا يلاحظ المرضى في كثير من الأحيان فقدانهم القدرة على رؤية الألوان ويقتصرون على وصف العالم الذي يرونه بأنه «كئيب». يصف معظمهم رؤية العالم بـ«ظلال رمادية». تشير هذه الملاحظة إلى اختلاف رئيسي بين عمى الألوان الدماغي والخلقي، إذ أن الذين ولدوا مصابين بعمى الألوان لم يسبق لهم تجربة رؤية اللون الرمادي أو غيره.

## الفيزيولوجيا المرضية
يختلف عمى الألوان الدماغي عن الأشكال الأخرى لعمى الألوان بطرق دقيقة لكنها هامة. ينتج هذا النمط عن الضرر القشري المخي الذي ينشأ بسبب نقص التروية أو احتشاء منطقة معينة في القشرة القذالية الصدغية البطينية للإنسان. يحدث هذا الضرر دائمًا تقريبًا نتيجة إصابة أو مرض.

## التشخيص
الاختبارات الأكثر شيوعًا التي تُجرى لتشخيص عمى الألوان الدماغي هي اختبار فارنسورث-مونسل 100 هيو واختبار إيشيهارا واختبار تسمية الألوان. غالبًا ما يكون اختبار وتشخيص الإصابة بعمى الألوان الدماغي غير مكتمل ويُشخص بشكل خاطئ في عيادات الأطباء.
بشكل ملحوظ، يستطيع نحو 50% من المرضى الذين شُخصت إصابتهم بعمى الألوان الدماغي تحقيق أداء طبيعي في اختبار تسمية الألوان. رغم ذلك، تبقى هذه النتائج موضع تساؤل إلى حد ما بسبب المصادر التي تأتي منها العديد من هذه التقارير. وُجد أن 29% فقط من مرضى عمى الألوان الدماغي يجتازون اختبار إيشيهارا بنجاح، والذي يعد الاختبار القياسي الأكثر قبولًا لعمى الألوان.

### الفرق بين عمى الألوان الدماغي والخلقي
السمة المميزة الأكثر وضوحًا لعمى الألوان الدماغي هي الفقدان المفاجئ للقدرة على رؤية الألوان بعد إصابة شديدة في الرأس أو تلف في الفص القذالي بعد سكتة دماغية أو حدث إقفاري (نقص تروية) مشابه. قد تكون تقنيات التصوير غير الباضعة أكثر فائدة في تحديد ما إذا كانت منطقة الضرر بعد الصدمة مرتبطة بمعالجة رؤية الألوان. يمكن أيضًا استخدام أدوات التشخيص البسيطة لتحديد ما إذا كان المريض مرشحًا محتملًا لمزيد من الاختبارات، فغالبًا ما تكون إجراءات التصوير المتطورة باهظة الثمن وغير ضرورية.
قد تكون العوامل المرضية المشتركة مؤشرات قيّمة لاحتمالية الإصابة بعمى الألوان الدماغي. غالبًا ما يُشاهد اضطراب معين مرافق لعمى الألوان الدماغي هو عمى تعرف الوجوه، وهو عدم القدرة على تذكر الوجوه أو التعرف عليها. ما يزال الارتباط موضوع بحث مستمر، ولكن الدليل الأكثر وضوحًا في هذا الارتباط هو التقارب الشديد لآفات الدماغ التي تُلاحظ في عمى تعرف الوجوه وعمى الألوان الدماغي بدون عمى تعرف الوجوه.

## المجتمع والثقافة
غالبًا ما يظهر الاضطراب كدليل على معرفتنا غير الكاملة في عملية معالجة الألوان. تعتبر أبحاث رؤية الألوان مجالًا هامًا يخضع للدراسة المكثفة في علم الأعصاب الحديث إذ حُدد تصنيف المعالجة التشريحية الكامنة في شبكية العين جيدًا. يوضح وجود عامل آخر في إدراك البشر للألوان الحاجة إلى مزيد من البحث.